# نمر سرحان
نمر محمد عبد سرحان (11 نوفمبر 1938-18 مايو 2018) كاتب وباحث ومؤرخ فلسطيني متخصص في التراث والفولكلور والميثولوجيا، كان يلقب بحارس التراث الفلسطيني، أصدر له كتب ودراسات عديدة في الفولكلور الفلسطيني، تولى منصب مدير شؤون التراث، وأشرف على اليوم العالمي للتضامن مع تراث الشعب الفلسطيني، توفى في 18 مايو/أيار 2018 عن عمر يناهز 81 عامًا

## النشأة
في 1937 ولد سرحان في قرية السنديانة قضاء حيفا في فلسطين الانتدايية في عام 1955 حصل على الشهادة الثانوية في طولكرم، وفي عام 1964 حصل على بكالوريوس الآداب من جامعة دمشق، ما بين عامي 1957 الى 1968 عمل موظفاً في وكالة غوث اللاجئين، من ثم عمل في دائرة الثقافة في منظمة التحرير الفلسطينية، وتولى منصب مدير شؤون التراث في وزارة الثقافة.

## أعماله
- أغانينا الشعبية في الضفة الغربية

- أغانينا الشعبية الفلسطينية

- موسوعة الفولكلور الفلسطيني

- أبو اكباري سيرة بطل شعبي

- سلسلة «ديوان الشعر الشعبي الفلسطيني

- معجم «قواعد اللغة العربية

- أبو خنفر وقصص أخرى (قصص)

- الانتفاضة والفولكلور الفلسطيني

- سلسلة رشيف الفولكلور الفلسطيني

- المباني الكنعانية في فلسطين

- عرب فلسطين المحتلة دولة معلنة

- انتفاضة مستمرة

- الحكاية الشعبية الفلسطينية

- إحياء التراث الفلسطيني

- سجل القادة الثوار والمتطوعين لثورة 1936 و1939

وألف عدة روايات مثل:- النزلة والعسل البري